# فكتور نوردين
فكتور نوردين (بالسويدية: Viktor Nordin)‏ (18 يناير 1996 في السويد - ) هو لاعب كرة قدم سويدي في مركز الوسط. شارك مع منتخب السويد تحت 17 سنة لكرة القدم ومنتخب السويد تحت 19 سنة لكرة القدم. أما مع النوادي، فقد لعب مع نادي ساندفيكين ونادي هاماربي لكرة القدم وIK Frej ‏.

## وصلات خارجية
- فكتور نوردين على موقع اتحاد السويد (السويدية)
- فكتور نوردين على موقع قاعدة بيانات كرة القدم.إي يو (الإنجليزية)
- فكتور نوردين على موقع Soccerway.com (الإنجليزية)